# Kazuń Polski
Kazuń Polski is een plaats in het Poolse district  Nowodworski (Mazovië), woiwodschap Mazovië. De plaats maakt deel uit van de gemeente Czosnów en telt 450 inwoners.
In buurland Nowy Kazuń (Nieuw Kazuń) Mennonieten zich gevestigd hebben. Doopsgezinde kolonisten vestigden zich in 1764 in een deel Kazuń dorp, aanvankelijk als een "Holendry" (Nederlander) kondigde, later Deutsch-Kazan (Duits-Kazuń).